# Estereoscòpia

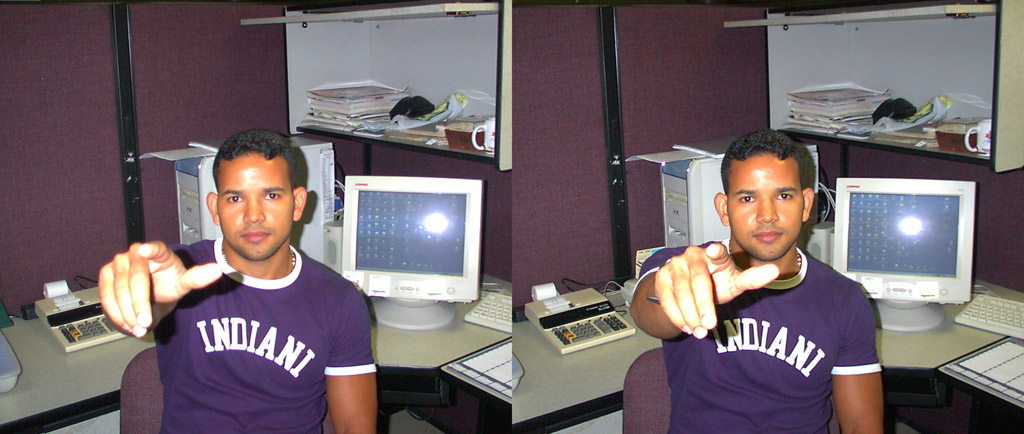
Estereograma fet amb una càmera digital normal i corrent. Primer es va fer una foto i immediatament després, la segona foto amb un desplaçament de la càmera cap a la dreta. Per veure la imatge en 3D cal creuar els ulls fins que aparegui una tercera imatge al mig de les dues. Per veure la imatge més gran, cliqueu-hi a sobre.

Les dues fotos combinades en una animació GIF on es veu a ull nu l'efecte tridimensional produït en creuar ells ulls en la imatge estereoscòpica de dalt

L'estereoscòpia, imatge estereogràfica, o imatge 3D (tridimensional) és qualsevol tècnica capaç de recollir informació visual tridimensional o de crear la il·lusió de profunditat en una imatge. La il·lusió de la profunditat en una fotografia, pel·lícula, o altra imatge bidimensional és creada presentant una imatge lleugerament diferent per a cada ull, com succeeix en la nostra forma habitual de recollir la realitat. Moltes pantalles 3D fan servir aquest mètode per a transmetre imatges. Va ser inventada primer per Sir Charles Wheatstone el 1838.
L'estereoscòpia s'usa en fotogrametria i també per a entreteniment amb la producció de estereogrames. L'estereoscòpia és útil per a veure imatges "renderitzades" (processades per un ordinador) d'un conjunt de dades multi-dimensionals com les obtingudes per dades experimentals. La fotografia tridimensional de la indústria moderna pot usar escàners 3D per a detectar i guardar la informació tridimensional. La informació 3D de profunditat pot ser reconstruïda a partir de dues imatges usant un ordinador per a fer relacionar els píxels corresponents a les imatges d'esquerra i dreta. Solucionar el problema de correspondència en el camp de la visió per ordinador té com a objectiu crear informació significativa de profunditat a partir de dues imatges.
La fotografia estereoscòpica tradicional consisteix a crear una il·lusió 3D a partir d'un parell d'imatges 2D. La forma més senzilla de crear en el cervell la percepció de profunditat és proporcionar als ulls de l'espectador dues imatges diferents, que representen dues perspectives del mateix objecte, amb una petita desviació similar a les perspectives que de manera natural reben els ulls en la visió binocular.
Si es vol evitar la fatiga visual i la distorsió, cada una de les imatges 2D s'ha de col·locar preferiblement a l'ull corresponent de l'espectador de tal manera que qualsevol objecte a distància infinita percebut per l'espectador ha de ser visualitzada per aquest ull, i, a més, la imatge ha d'estar orientada just al davant i en la posició adequada a la realitat. La visió obtinguda des de cada ull no s'ha de creuar.

## Estereoscòpia

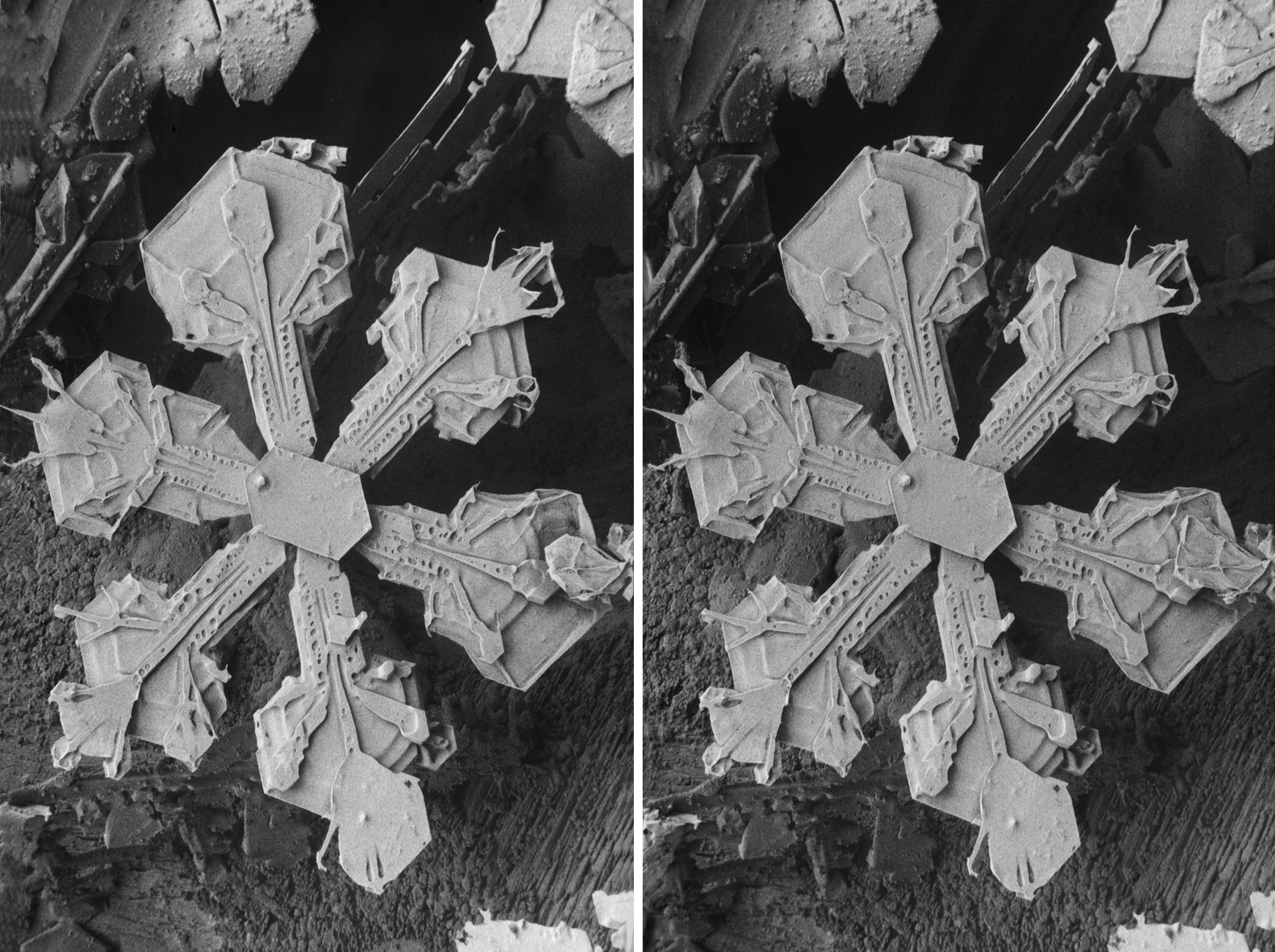
Imatge estereoscòpica d'un floc de neu vist al microscopi.

La imatge estereoscòpica es basa en la visualització de dues imatges que representen dues perspectives diferents d'un mateix objecte. D'aquesta manera el nostre cervell rep dues imatges però les interpreta com una de sola produint una sensació tridimensional, és a dir, afegint profunditat a les imatges convencionals 2D.
Podem situar el fenomen de l'esteresocòpia a la primera meitat del segle xix, quan un físic de la Gran Bretanya, Charles Wheatstone, estableix les bases de la visió tridimensional, construint ell mateix un aparell per poder apreciar figures geomètriques en relleu. El 1849 David Brewster dissenya i construeix la primera càmera fotográfica estereoscòpica, i, poc després, un visor amb lents per poder observar les fotografies. És important destacar, doncs, que els primers aparells apareixen poc després de la fotografia convencional, fet que confirma que els estudis de l'estereoscopia ja es realitzaven fins i tot abans de l'aparició de la primera càmera fotogràfica, de la mà de personatges il·lustres com Leonardo Da Vinci. Oliver Wendell Holmes, el 1862, construeix un model de mà més còmode d'utilitzar. No obstant això, no té una acollida continuada per part del públic, com passa amb la fotografia i posteriorment amb el cinema estereoscòpic. No és fins a mitjans del segle xx, que s'intenta fer una explotació comercial d'aquest sistema en tres dimensions, com en el cas de "Els crims del museu de cera" d'Andre De Toth el 1953. Tot i aquest intent, algunes d'aquestes produccions no acaben de satisfer el públic, ja que comporten dificultats de visió durant la pel·lícula, i com a conseqüència, les produccions d'aquest format tornen a baixar excepte en el cas del format de cinema IMAX, que permet veure imatges en relleu en pantalles de grans dimensions.
No obstant això, l'estereoscòpia té altres aplicacions a part de l'entreteniment, com ara la ciència i la medicina. Els avenços informàtics permeten representar imatges 3D que s'utilitzen en la cartografia o la mateixa medicina, a més de les aplicacions industrials i les de l'astronomia, que permeten veure astres d'una manera que la fotografia convencional no permetria.
Més específicament, per poder observar imatges estereoscòpiques, s'han creat diferents procediments, com ara la visualització creuada, on la imatge de la dreta es veu a l'esquerra i viceversa. Altres procediments requereixen la utilització d'algun tipus d'aparell, com ara l'anàglif, que consta normalment d'unes ulleres de color vermell i blau, que provoca que les parts de la imatge que són de color vermell no són apreciables pel filtre del mateix color, però sí per l'altre i viceversa, provocant la sensació de relleu. Un sistema similar a aquest és la polarització, que utilitza llum polaritzada per tal de separar les imatges a dreta i esquerra amb l'ajut d'unes ulleres LCD (liquid crystal display).
Cal tenir en compte que en tots aquests procediments, el resultat final de la visualització variarà d'una persona a una altra, ja que cadascú en té una percepció diferent.

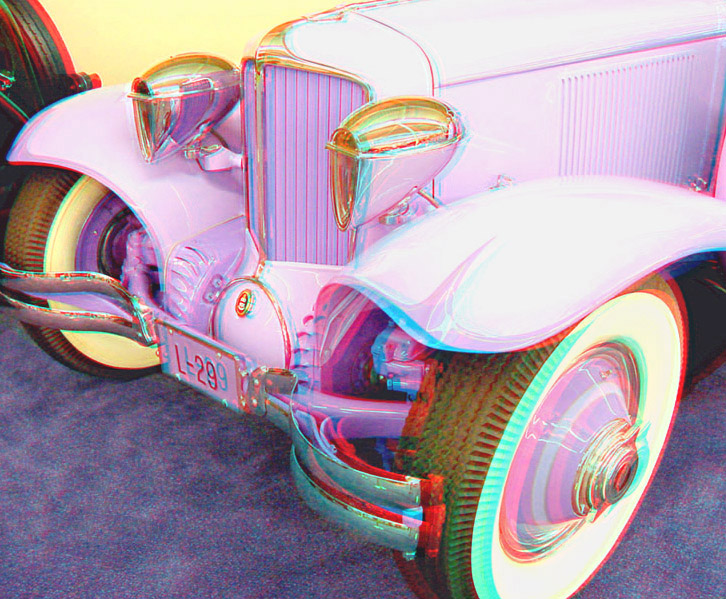

Avui dia es poden trobar diverses aplicacions informàtiques per a la creació d'imatges i vídeos que permeten observar-les en 3D amb el material adient. Una altra futura aplicació serà en la televisió convencional, que en comportarà una nova dimensió.
Existeixen dos tipus de sensors remots. Sensors passius que detecten l'energia (radiació) que és emesa o reflectida per l'objecte o els seus voltants. Reflecteix la llum solar que és la font més comuna de la radiació mesurats per sensors passius. Alguns exemples de sensors remots passius, són: la fotografia el cine, els sensors d'infraroig, radiòmetres i altres. En canvi, els sensors actius emeten energia amb l'objectiu d'escanejar objectes i els seus voltants. El sensor mesura la radiació que es reflecteix o es retrodispersa. El RADAR és un exemple actiu de la teleobservació en què el temps de retard entre l'emissió i el retorn és mesura, el lloc de la ubicació, l'altura, la velocitat y la direcció d'un objecte.

## Paral·laxi en X
La paral·laxi en X, que també es coneix com a paral·laxi estereoscòpic, és causat per una rotació en la posició d'observació. Per generar un parell estèreo de fotografies aèries, una càmera fotogràfica a bord d'un avió fa fotos del terreny en diverses hores i posicions. En el cas dels satèl·lits, cal que les dades siguin recollides des de dues posicions o angles diferents. El canvi en els punts d'observació provoca una rotació aparent en la posició de l'objecte respecte a la imatge de referència.

## Angle paral·làctic
L'angle paral·làctic, també conegut com a angle de convergència, és format per la intersecció de la línia de vista de l'ull esquerre amb la línia de vista de l'ull dret. El punt més pròxim als ulls d'aquestes interseccions té l'angle de convergència més gran. El cervell percep l'altura d'un objecte associant la profunditat en la seva tapa i en la seva base als angles de convergència que es formen veient la tapa i la base. El paral·laxi de X i l'angle paral·làctic estan relacionats. Mentre que el paral·laxi de X augmenta, també ho fa l'angle paral·làctic.
Model estèreo. Quan els ulls exploren àrees que s'encavalquen entre un parell estèreo d'imatges, el cervell rep una percepció tridimensional (3D) continuada de la superfície. Això és causat perquè el cervell està percebent constantment els canvis en l'angle paral·làctic d'infinit nombre de punts de la imatge que se superposa per generar la percepció del terreny. El model tridimensional percebut es coneix com a model estèreo.

## Paral·laxi en Y
El paral·laxi de Y està present en molts parells estèreo. És la diferència en distàncies entre dues imatges d'un punt contingut en el pla vertical que posseeix la base aèria. Pot ser causat per la inclinació d'una o ambdues imatges respecte a un sistema de referència exterior. La inclinació pot ocórrer com a resultat del desviament de l'avió. El paral·laxi de Y es pot causar també per una variació en altures de vol o si les imatges s'imprimeixen en escales lleument diferents. Finalment, la paral·laxi de Y pot ocórrer si l'espectador posa en línia les imatges incorrectament.
En quantitats petites, el paral·laxi d'Y pot causar fatiga visual, tot i això, el cervell ho compensa i el model tridimensional segueix sent visible. En quantitats grans, el paral·laxi de Y fa impossible la visió estèreo.

## Exageració visual
L'exageració vertical es presenta en tots els parells estèreo i es deu a la dispersió entre les escales verticals i horitzontals d'un model estèreo. En condicions normals, l'escala vertical és major que l'horitzontal. Els intèrprets de la imatge han d'agafar aquest efecte en consideració en estimar elevacions d'objectes o índex de pendents. L'exageració vertical s'interpreta millor quan es considera la relació entre la geometria de projecció de la imatge i la geometria de vista d'un model estèreo. L'exageració vertical és la diferència entre les relacions de la base de la projecció de la imatge a l'altura de vol i la base de la visió estèreo a l'altura des de la qual el model estèreo és vist usant algun dispositiu de visió estereoscòpica.

## Integració d'imatges
Matemàticament, una imatge és la representació de l'espai tridimensional en un mitjà 2D. La visió d'imatges de la superfície de la Terra en estereoscòpia dona als interpretes d'una informació més qualitativa i quantitativa que una sola imatge. Els cartògrafs, els enginyers, els geòlegs, els hidrologistes i altres científics han utilitzat tradicionalment la visió estèreo en el seu treball. Un model estèreo pot contenir la informació sobre pendents, la dimensió de formes de la terra i elevacions molt més clarament que una representació 2D. A més, els models estèreo poden mostrar relacions entre les formes del terreny i la vegetació, les explotacions minerals que surten a la é, o els sistemes de drenatge que no són obvis amb una sola imatge.

## Visió estereoscòpica
Utilitzant parells d'imatges de radar es genera de la mateixa manera que en fotogrametria convencional la visió estereoscòpica. El control del posicionament en la imatge permet cancel·lar el paral·laxi en Y, d'aquesta manera l'operador suprimeix el paral·laxi en X, fusionant les marques flotants i mesurant el paral·laxi bidimensional entre les dues imatges per cada punt.
L'operació visual de supressió de paral·laxi combina un aspecte geomètric, "fusió de les marques flotants" i un aspecte radiomètric, "cerca de punts homòlegs en les imatges". Aquesta és el principal avantatge de la visió en estèreo, ja que integrar simultàniament, la percepció general del relleu i el senyal de retorn d'ambdues imatges.
La correspondència automàtica se sensible a les dispersions radiomètriques que la correspondència visual en la cerca de punts homòlegs en les dues imatges. La visió estereoscòpica impedeix la propagació de l'error de paral·laxis artificials de les coordenades dels punts de control (GCP, ground control points). Per altra banda, la utilització d'imatges estèreo facilita el procés d'identificació d'algunes característiques tals com: punts de control sobre el tosell del bosc, rius, conques, etc. En el mètode estereoscòpic, l'extracció planimètrica de característiques és independent de l'altimetria. Un parell estèreo també proporciona una informació més quantitativa que una sola imatge, ja que permet una visualització tridimensional del terreny. Això és important per aplicacions de mapes. Un dels paràmetres que té un impacte significant en la precisió del MDE quan la correspondència és visual, és el tipus de relleu. No és així per la correspondència automàtica, tot i que les dispersions radiomètriques "equivalents" induïdes pel relleu afecten adversament la correspondència de les imatges. Amb dispersions geomètriques equivalents el millor parell estèreo radiomètric dona els millors resultats i viceversa. La correspondència automàtica pot donar resultats una mica millors, excepte quan les dispersions geomètriques són molt grans, perquè dona un subpíxel el qual redueix l'error en la llargada i conseqüentment l'error en elevació. La millora és encara més important quan hi ha una forta geometria de parells estèreo del mateix cantó. La correspondència aleshores es pot fer en dos passos: primer automàtica i després visual per corregir punts on les dispersions geomètriques són molt grans.